# Lijst van bruggen over het Merwedekanaal
Over het Merwedekanaal liggen op 32 plekken bruggen. Hieronder een overzicht van noord naar zuid. Voetgangersbruggetjes voor dienstpersoneel bij de sluizen zijn in dit overzicht niet opgenomen:

## Noordelijk van deLek
| Nr.: | Naam:                             | Soort:                                                           | Traject: | Afbeelding: |
| ---- | --------------------------------- | ---------------------------------------------------------------- | --- | ----------- |
| 1    | Spinozabrug                       | verkeersbrug (twee basculebruggen)                               | Oog in Al - Lombok (Lessinglaan/Spinozaweg)                                                                                           |             |
| 2    | Muntsluis                         | fiets- en voetgangersbruggen (basculebrug en dubbele ophaalbrug) | Oog in Al - Lombok |             |
| 3    | Muntbrug                          | fiets- en voetgangersbrug (draaibrug                             | Leidseweg - Welgelegen (Leidseweg) |             |
| 4    | Sowetobrug                        | verkeersbrug met trambaan (liggerbrug)                           | Centrum - Kanaleneiland (Graadt van Roggenweg/ Weg der Verenigde Naties) 60 61 Utrechtse Sneltram Utrecht CS - Nieuwegein/IJsselstein |             |
| 5    | Voetgangersbrug bij de Jaarbeurs* | voetgangersbrug (vakwerkbrug)                                    | Jaarbeurs - Parkeergarages |             |
| 6    | Nelson Mandelabrug                | verkeersbrug (hefbrug)                                           | Centrum - Kanaleneiland (van Zijstweg/ Doctor M. A. Tellegenlaan)                                                                     |             |
| 7    | Balijebrug                        | verkeersbrug (basculebrug)                                       | Rivierenwijk - Kanaleneiland (Kon. Wilhelminalaan/Balijeweg)                                                                          |             |
| 8    | Socratesbrug                      | verkeersbrug (basculebrug)                                       | Transwijk - Rivierenwijk (Beneluxlaan/Socrateslaan)                                                                                   |             |
| 9    | Vierlingbrug                      | verkeersbrug (liggerbrug)                                        | Utrecht Den Haag - Arnhem |             |
| 10   | Liesboschbrug                     | verkeersbrug (hefbrug)                                           | Kanaleneiland - Laagraven-Liesbosch (De Liesbosch)                                                                                    |             |
| 11   | Blauwebrug                        | verkeersbrug (ophaalbrug)                                        | Plettenburg - Zuilenstein (Structuurbaan/Symfonielaan)                                                                                |             |
| 12   | Rijnhuizerbrug                    | fiets- en voetgangersbrug (ophaalbrug)                           | Plettenburg - Jutphaas (Rond Het Fort)                                                                                                |             |
| 13   | Plettenburgsebrug                 | verkeersbrug (basculebrug)                                       | Plettenburg - Fokkesteeg (Plettenburgerbaan)                                                                                          |             |
| 14   | Wiersebrug                        | verkeersbrug (basculebrug)                                       | Plettenburg - Fokkesteeg (Ambachtsweg)                                                                                                |             |
| 15   | Wilhelminabrug                    | verkeersbrug (ophaalbrug)                                        | Vreeswijk - Zandveld (Koninginnenlaan)                                                                                                |             |
| 16   | Emmabrug                          | verkeersbrug (dubbele ophaalbrug)                                | Vreeswijk - Zandveld (Molenstraat) |             |

## Zuidelijk van de Lek
| Nr.: | Naam:                  | Soort:                            | Traject:                                                                    | Afbeelding: |
| ---- | ---------------------- | --------------------------------- | --------------------------------------------------------------------------- | ----------- |
| 17   | Hoge Brug              | verkeersbrug (dubbele ophaalbrug) | Centrum - De Hagen (Brugdijk)                                               |             |
| 18   | Julianabrug            | verkeersbrug (ophaalbrug)         | Centrum - De Hagen (Aime Bonnastraat)                                       |             |
| 19   | Biezenbrug             | verkeersbrug (liggerbrug)         | Amsterdam - Maastricht Het Monnikenhof - De Biezen (Westelijke Parallelweg) |             |
| 20   | Bolgerijense brug      | verkeersbrug (draaibrug)          | Helsdingen - De Biezen (Bolgerijsekade)                                     |             |
| 21   | Brug A27*              | verkeersbrug (twee liggerbruggen) | Breda - Almere                                                              |             |
| 22   | Zwaanskuikenbrug       | verkeersbrug (ophaalbrug)         | Lexmond - Hei- en Boeicop (Heicopperweg)                                    |             |
| 23   | Meerkerksebrug         | verkeersbrug (ophaalbrug)         | Meerkerk - Weverwijk (Weverwijk)                                            |             |
| 24   | Bazelbrug              | verkeersbrug (ophaalbrug)         | Noordeloos - Nieuwland (Zijlkade)                                           |             |
| 25   | Spoorbrug Arkel        | spoorbrug (draaibrug)             | Dordrecht - Geldermalsen (Betuwelijn)                                       |             |
| 26   | Rijksstraatwegbrug     | verkeersbrug (ophaalbrug)         | Arkel (Stationsweg)                                                         |             |
| 27   | Haarbrug               | verkeersbrug (ophaalbrug)         | Papland - Schotdeuren (Haarweg)                                             |             |
| 28   | Spoorbrug Betuweroute* | spoorbrug (liggerbrug)            | Maasvlakte - Zevenaar (Betuweroute)                                         |             |
| 29   | Brug A15*              | verkeersbrug (liggerbrug)         | Europoort - Bemmel                                                          |             |
| 30   | Concordiabrug          | verkeersbrug (ophaalbrug)         | Gorinchem (Concordiaweg)                                                    |             |
| 31   | Korte Brug             | verkeersbrug (ophaalbrug)         | Gorinchem (Korte Brug)                                                      |             |
| 32   | Hoge Brug              | verkeersbrug (basculebrug)        | Gorinchem (Kanselpoortweg)                                                  |             |

- De officiële naam van deze bruggen is onbekend.